# 1946-1947シーズンのBAA
1946-1947シーズンのBAAは、アメリカ合衆国男子プロバスケットボールリーグBAAの最初のシーズンである。BAAとは1946年6月6日に設立された、アメリカ初の全米プロバスケットボールリーグであり、現在のNBAの前身に当たる。1946年11月1日に記念すべきBAA初の試合が行われ、1947年4月22日に初のBAAチャンピオンが決定した。

## BAAの誕生
BAA設立以前にもバスケットボールリーグは存在した。1891年に、マサチューセッツ州スプリングフィールドのYMCA訓練校に勤めるカナダ人体育講師、ジェームズ・ネイスミスがバスケットボールを考案して以来、バスケットは室内球技の人気種目として全米に瞬く間に普及した。世界初のプロリーグはバスケット考案から僅か7年後の1898年に設立され、National Basketball League（NBL）が誕生した。当初6チームで始まったNBLは世界大戦などの影響で何度か解散の憂き目に遭ったが、1937年に再組織された。1926年には東海岸や五大湖の都市を中心としたAmerican Basketball League（ABL）が設立される。
いずれのリーグも資金繰りが上手くいかず、常に財政難にあった。また当時バスケットと言えばカレッジバスケを指し、プロバスケは市民権を得られるまでには至らず、地方リーグとして細々と活動していた。
そして1946年6月6日にBasketball Association of America（BAA）が誕生する。第二次世界大戦が終結した翌年のことである。BAAもやはり常に財政難にあり、またカレッジバスケの人気の前に苦戦することになるが、NBLがアメリカ中西部を基盤としたのに対し、BAAはニューヨークなどの東部大都市を基盤としたことが優位に働き、後にNBLを吸収合併するなどして発展していくこととなる。
とは言え設立当初のBAAはささやかな組織に過ぎず、設立の目的もプロアイスホッケーのNHLやAHLの球団オーナーたちが所有するアリーナの空き時間を、埋めるためであった。初代のコミッショナーにはAHLの会長だったモーリス・ポドロフが就任した。
BAAは11都市11チーム、東と西に分かれた2デビジョン制で始まった。なお、現在も本拠地を変えることなく存続しているのはボストン・セルティックスとニューヨーク・ニッカーボッカーズ（通称：ニックス）の2チームだけである。BAA、その後のNBAと続く長い歴史の最初の試合は11月1日、カナダのトロント市で、ニューヨーク・ニックス対トロント・ハスキーズのカードで行われ、68-66でニックスが勝利した。レギュラーシーズンは各チーム60試合を戦い、各デビジョンから上位3チームがプレーオフに進出する。

## シーズン

### イースタン・デビジョン
| チーム                           | 勝 | 負 | 勝率 | ゲーム差 |
| -------------------------------- | -- | -- | ---- | -------- |
| ワシントン・キャピトルズ         | 49 | 11 | .817 | –        |
| フィラデルフィア・ウォリアーズ   | 35 | 25 | .583 | 14       |
| ニューヨーク・ニックス           | 33 | 27 | .550 | 16       |
| プロビデンス・スチームローラーズ | 28 | 32 | .467 | 21       |
| ボストン・セルティックス         | 22 | 38 | .367 | 27       |
| トロント・ハスキーズ             | 22 | 38 | .367 | 27       |

### ウェスタン・デビジョン
| チーム                     | 勝 | 負 | 勝率 | ゲーム差 |
| -------------------------- | -- | -- | ---- | -------- |
| シカゴ・スタッグズ         | 39 | 22 | .639 | –        |
| セントルイス・ボンバーズ   | 38 | 23 | .623 | 1        |
| クリーブランド・レベルズ   | 30 | 30 | .500 | 8½       |
| デトロイト・ファルコンズ   | 20 | 40 | .333 | 18½      |
| ピッツバーグ・アイアンメン | 15 | 45 | .250 | 23½      |

### スタッツリーダー
| 部門     | 選手                 | チーム                           | 記録  |
| -------- | -------------------- | -------------------------------- | ----- |
| 得点     | ジョー・ファルクス   | フィラデルフィア・ウォリアーズ   | 1,389 |
| アシスト | アーニー・カルバリー | プロビデンス・スチームローラーズ | 202   |
| FG%      | ボブ・フィーリック   | ワシントン・キャピトルズ         | 40.1% |
| FT%      | フレッド・スコラリ   | ワシントン・キャピトルズ         | 81.1% |

※1969-70シーズン以前はアベレージよりも通算でスタッツリーダーが決められていた。

### 各賞
- All-BAA First Team
  - G マックス・ザスロフスキー, シカゴ・スタッグズ
  - F ボーンズ・マッキニー, ワシントン・キャピトルズ
  - F ジョー・ファルクス, フィラデルフィア・ウォリアーズ
  - C スタン・ミアセック, デトロイト・ファルコンズ
  - F ボブ・フィーリック, ワシントン・キャピトルズ
- All-BAA Second Team
  - G ジョー・ローガン, セントルイス・ボンバーズ
  - G アーニー・カルバリー, プロビデンス・スチームローラーズ
  - C チック・ハルベルト, シカゴ・スタッグズ
  - G フランク・バームホルツ, クリーブランド・レベルズ
  - G フレッド・スコラリ, ワシントン・キャピトルズ

### シーズン概要
- シーズン中の1月にゾーンディフェンスを実質禁止とする、イリーガル・ディフェンスが採用される。ゾーンディフェンスの禁止理由は当時のゾーンの技術があまりにもお粗末だったからである。イリーガル・ディフェンスの採用でBAA（NBA）はNCAA（カレッジバスケ）との差別化が計られ、選手はマンツーマンディフェンス、1on1による勝負を強いられるため、選手個人の能力が存分に引き出されるようになった。イリーガル・ディフェンスは55年後の2001年には廃止されるまで、他のバスケにはない、NBA独自の魅力を作り出していった。
- リーグ勝率1位は後にセルティックスの黄金期を築く名将レッド・アワーバックが率いたワシントン・キャピトルズだった。
- 得点王のジョー・ファルクスは平均23.1得点を記録し、2位のボブ・フィーリックの16.8得点と7点以上の差をつけた。
- リーグ全体のフィールドゴール成功率は27.9%、平均得点・失点は67.8点だった。
- テレビ放送は3試合のみ、録画したものが放送された。ラジオ放送も僅かしかなく、試合結果はローカル新聞の片隅に載せられる程度だった。

### プレーオフ・ファイナル
当時のプレーオフの組み合わせはかなり変則的であったと言える。各地区勝率1位の2チームがファイナルへの出場を争って7戦4勝制の準決勝を戦う。残りの4チームは各地区勝率2位同士と3位同士のチームが3戦2勝制で準々決勝を争い、その勝者同士がファイナルへの出場を争って同じく3戦2勝制で準決勝を戦う。ファイナルは7戦4勝制である。
各地区の勝率1位、つまり第1シードのチームは準々決勝を免除されるものの、プレーオフの初戦でいきなり第1シード同士で潰し合うというものであった。
|  | 準々決勝 | 準々決勝                       | 準々決勝           |                          |    | 準決勝   | 準決勝 | 準決勝 |  |  | ファイナル | ファイナル | ファイナル |
|  |          |                                |                    |                          |    |          |        |        |  |  |            |            |            |
|  | E3       | ニューヨーク・ニックス         | 2                  |                          |    |          |        |        |  |  |            |            |            |
|  | W3       | クリーブランド・レベルズ       | 1                  |                          |    |          |        |        |  |  |            |            |            |
|  | W3       | クリーブランド・レベルズ       | 1                  |                          | E3 | ニックス | 0      |        |  |  |            |            |            |
|  |          |                                |                    |                          | E3 | ニックス | 0      |        |  |  |            |            |            |
|  |          |                                | E2                 | ウォリアーズ             | 2  |          |        |        |  |  |            |            |            |
|  | W2       | セントルイス・ボンバーズ       | E2                 | ウォリアーズ             | 2  | 1        |        |        |  |  |            |            |            |
|  | W2       | セントルイス・ボンバーズ       |                    |                          |    | 1        |        |        |  |  |            |            |            |
|  | E2       | フィラデルフィア・ウォリアーズ | 2                  |                          |    |          |        |        |  |  |            |            |            |
|  |          |                                |                    |                          |    |          |        |        |  |  | W1         | スタッグズ | 1          |
|  |          |                                | E2                 | ウォリアーズ             | 4  |          |        |        |  |  |            |            |            |
|  |          |                                |                    |                          |    |          |        |        |  |  |            |            |            |
|  |          |                                |                    |                          |    |          |        |        |  |  |            |            |            |
|  |          | W1                             | シカゴ・スタッグズ | 4                        |    |          |        |        |  |  |            |            |            |
|  |          |                                |                    | 4                        |    |          |        |        |  |  |            |            |            |
|  |          |                                | E1                 | ワシントン・キャピトルズ | 2  |          |        |        |  |  |            |            |            |
|  |          |                                | E1                 | ワシントン・キャピトルズ | 2  |          |        |        |  |  |            |            |            |
|  |          |                                |                    |                          |    |          |        |        |  |  |            |            |            |

この奇妙な組み合わせもあり、レギュラーシーズンで突出した勝率を収めたワシントン・キャピタルズは準決勝で姿を消した。そしてプレーオフを勝ち抜き、初代BAAチャンピオンとなったのは、フィラデルフィア・ウォリアーズだった。選手のサラリー上限が5500ドルであった時代、ウォリアーズの優勝メンバーは賞金として各自2000ドルを受け取った。